# Union City, Oklahoma
Union City är en kommun (town) i Canadian County i Oklahoma i Oklahoma Citys storstadsområde. Vid 2010 års folkräkning hade Union City 1 645 invånare.